# 御崎 (大阪市)
御崎（みさき）は、大阪市住之江区にある地名。2020年2月現在、一丁目から八丁目まである。

## 地理
区の南東部に位置する。東は浜口西、南は北島、西は南加賀屋、北は中加賀屋、東加賀屋と接する。

### 河川
- 住吉川

## 歴史

### 沿革
本節では関連する町・字についても記述する。

#### 御崎町（1944年 - 1974年）
1944年（昭和19年）、大阪市住吉区南加賀屋町・浜口町の各一部より成立。はじめ1 - 3丁目、1953年（昭和28年）から1 - 5丁目まである。同年、南加賀屋町・北島町の各一部を編入。1974年（昭和49年）、住之江区浜口西1 - 3丁目・御崎1 - 8丁目・北島1 - 3丁目となる。

#### 御崎（1974年 - ）
1974年（昭和49年）、住吉区御崎町1 - 5丁目・南加賀屋町・北島町の各一部より成立。

## 世帯数と人口
2024年（令和6年）9月30日現在の世帯数と人口は以下の通りである。
| 丁目       | 世帯数    | 人口     |
| ---------- | --------- | -------- |
| 御崎一丁目 | 1,196世帯 | 1,853人  |
| 御崎二丁目 | 931世帯   | 1,758人  |
| 御崎三丁目 | 461世帯   | 843人    |
| 御崎四丁目 | 899世帯   | 1,670人  |
| 御崎五丁目 | 986世帯   | 1,794人  |
| 御崎六丁目 | 1,219世帯 | 2,160人  |
| 御崎七丁目 | 865世帯   | 1,589人  |
| 御崎八丁目 | 362世帯   | 740人    |
| 計         | 6,919世帯 | 12,407人 |

### 人口の変遷
国勢調査による人口の推移。
| 1995年（平成7年）  | 13,902人 | [ 6 ]  |  |
| 2000年（平成12年） | 13,706人 | [ 7 ]  |  |
| 2005年（平成17年） | 13,349人 | [ 8 ]  |  |
| 2010年（平成22年） | 12,924人 | [ 9 ]  |  |
| 2015年（平成27年） | 12,782人 | [ 10 ] |  |
| 2020年（令和2年）  | 12,729人 | [ 11 ] |  |

### 世帯数の変遷
国勢調査による世帯数の推移。
| 1995年（平成7年）  | 5,600世帯 | [ 6 ]  |  |
| 2000年（平成12年） | 5,745世帯 | [ 7 ]  |  |
| 2005年（平成17年） | 5,703世帯 | [ 8 ]  |  |
| 2010年（平成22年） | 5,957世帯 | [ 9 ]  |  |
| 2015年（平成27年） | 6,078世帯 | [ 10 ] |  |
| 2020年（令和2年）  | 6,596世帯 | [ 11 ] |  |

## 学区
市立小・中学校に通う場合、学区は以下の通りとなる。なお、小学校・中学校入学時に学校選択制度を導入しており、通学区域以外に住之江区の小学校（自宅からの通学距離が概ね2km、直線距離で1.5km以内）・中学校から選択することも可能。 
| 丁目       | 番   | 小学校               | 中学校               |
| ---------- | ---- | -------------------- | -------------------- |
| 御崎一丁目 | 全域 | 大阪市立住之江小学校 | 大阪市立真住中学校   |
| 御崎二丁目 | 全域 | 大阪市立住之江小学校 | 大阪市立真住中学校   |
| 御崎三丁目 | 全域 | 大阪市立住之江小学校 | 大阪市立真住中学校   |
| 御崎四丁目 | 全域 | 大阪市立住之江小学校 | 大阪市立真住中学校   |
| 御崎五丁目 | 全域 | 大阪市立清江小学校   | 大阪市立真住中学校   |
| 御崎六丁目 | 全域 | 大阪市立清江小学校   | 大阪市立真住中学校   |
| 御崎七丁目 | 全域 | 大阪市立敷津浦小学校 | 大阪市立住之江中学校 |
| 御崎八丁目 | 全域 | 大阪市立敷津浦小学校 | 大阪市立住之江中学校 |

## 事業所
2021年（令和3年）現在の経済センサス調査による事業所数と従業員数は以下の通りである。
| 丁目       | 事業所数  | 従業員数 |
| ---------- | --------- | -------- |
| 御崎一丁目 | 37事業所  | 183人    |
| 御崎二丁目 | 35事業所  | 299人    |
| 御崎三丁目 | 29事業所  | 427人    |
| 御崎四丁目 | 26事業所  | 324人    |
| 御崎五丁目 | 58事業所  | 482人    |
| 御崎六丁目 | 59事業所  | 522人    |
| 御崎七丁目 | 24事業所  | 245人    |
| 御崎八丁目 | 27事業所  | 287人    |
| 計         | 295事業所 | 2,769人  |

## 交通

### バス
括弧内の停留所は、矢印の方向の時のみ停車
- 大阪シティバス[15]
  - 3・25号系統：西住之江 -（北島一丁目→）- 北島二丁目
  - 4・15号系統：（御崎四丁目→）- 御崎三丁目 - 住之江区役所前
  - 48号系統：（御崎四丁目→）- 御崎三丁目 - 御崎一丁目

### 道路
- 阪神高速15号堺線 - 住之江入口
- 住之江通
- 大和川通

## 施設
- 大阪市住之江区役所
- 大阪市消防局住ノ江消防署
- 大阪市立住吉商業高等学校
- 大阪市立真住中学校
- 大阪市立住之江中学校
- 大阪市立住之江小学校
- 大阪市立清江小学校
- みさき幼稚園
- 住之江保育園
- 第二住之江保育園
- ライフ御崎店
- 御崎北公園
- 御崎東公園
- 御崎中公園
- 御崎南公園
- 敷津浦東公園

## 郵便
- 〒559-0013[3]（集配局：住之江郵便局[16]）

## ギャラリー

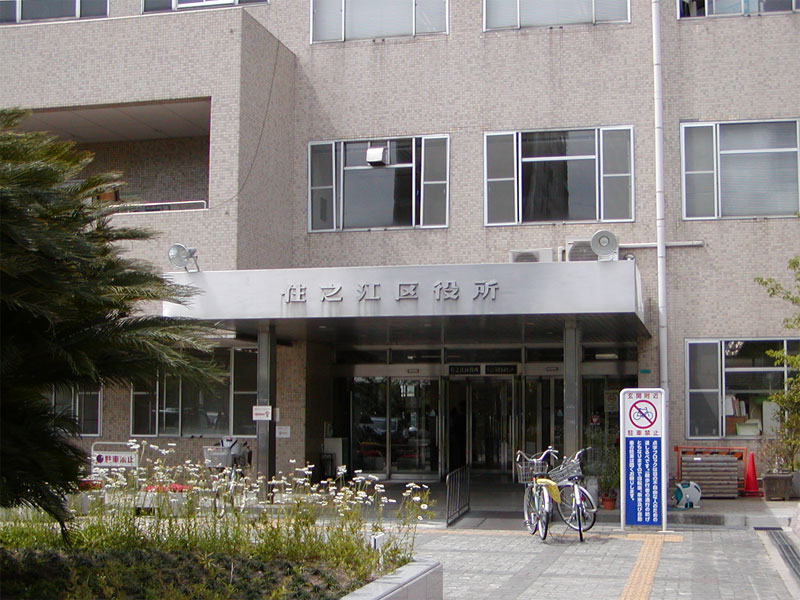
住之江区役所
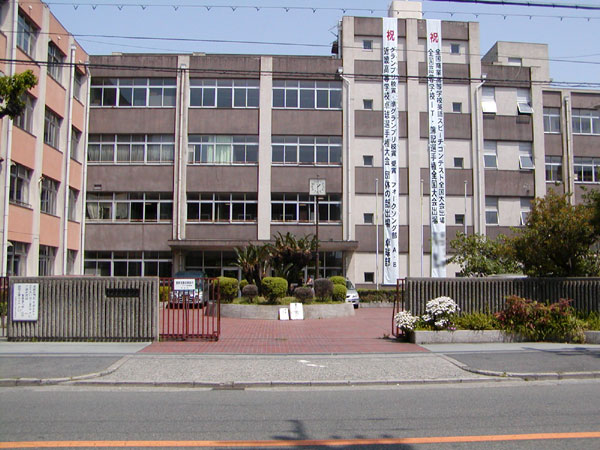
大阪市立住吉商業高等学校
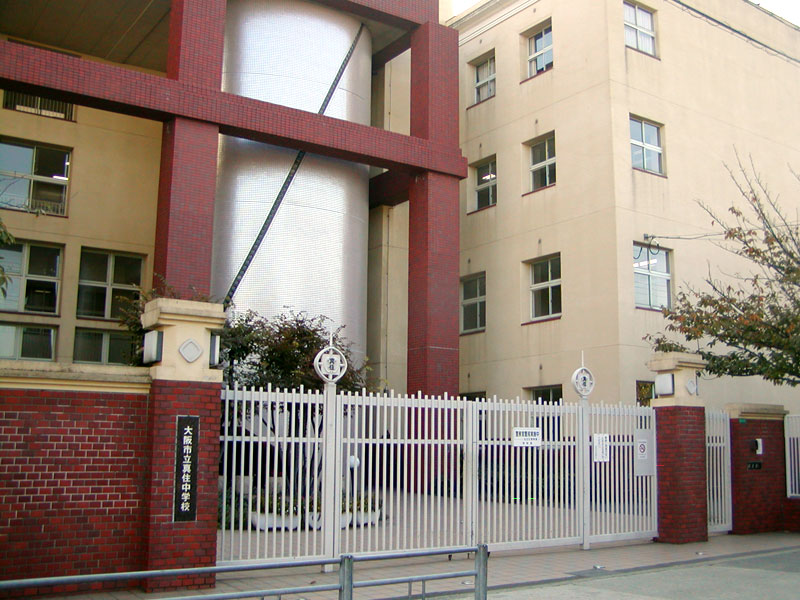
大阪市立真住中学校
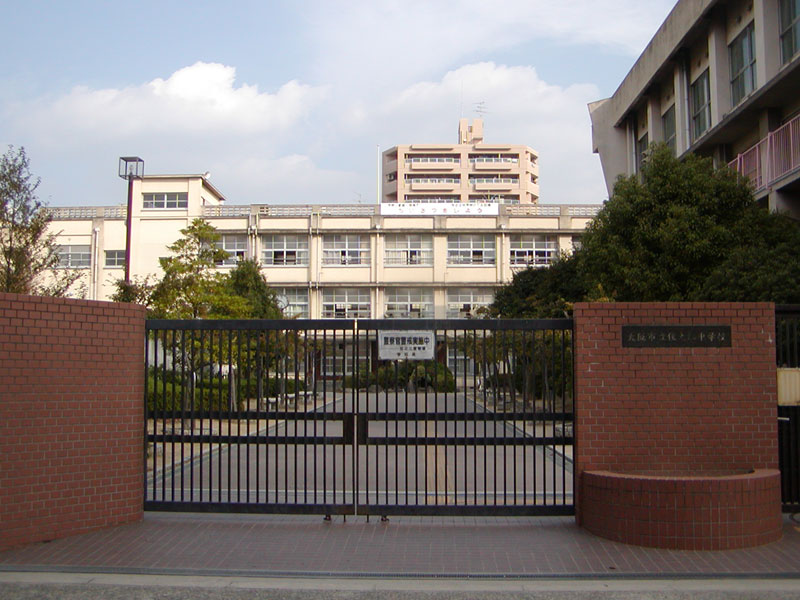
大阪市立住之江中学校